# Psammostyela
Psammostyela is een monotypisch geslacht van zakpijpen (Ascidiacea) uit de familie Styelidae en de orde Stolidobranchia.

## Soorten
- Psammostyela delamarei Weinstein, 1961